# Ralph Alger Bagnold
Ralph Alger Bagnold, britanski general, * 3. april 1896, Devonport, Anglija, † 28. maj 1990.